# Пиньейро Бротен, Лукас
Лукас Пиньейро Бротен (порт.-браз. Lucas Pinheiro Braathen; 19 апреля 2000, Хокксунн) — бразильский горнолыжник, до 2023 года выступавший за Норвегию. Специализируется в гигантском слаломе и слаломе. Победитель этапов Кубка мира, обладатель малого хрустального глобуса в слаломе в 2023 году.

## Карьера

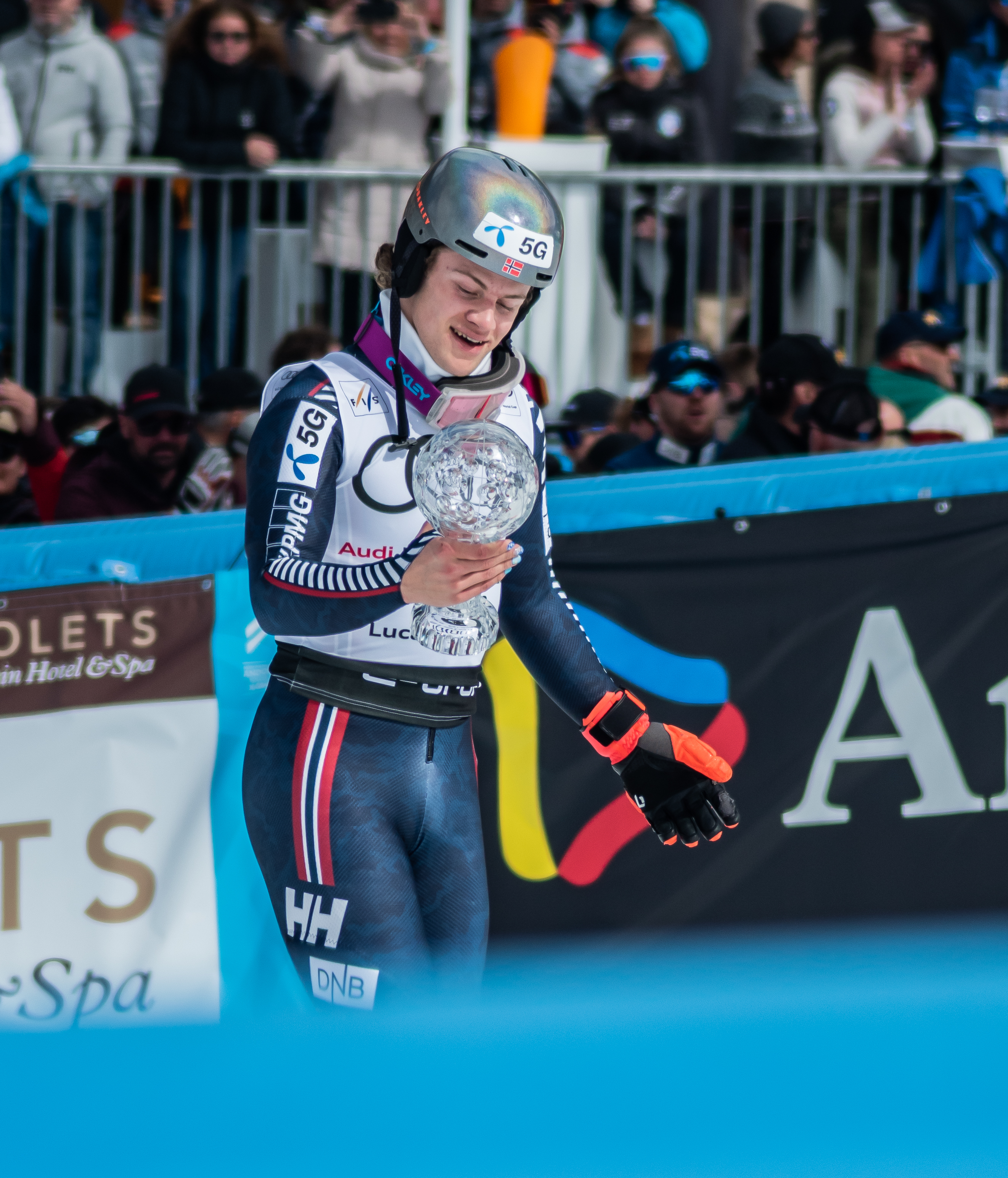
Бротен с малым Хрустальным глобусом за победу в слаломе в сезоне 2022/23

Лукас Бротен родился в семье отца норвежца и мамы из Бразилии. В возрасте трех лет научился кататься на лыжах. В девять лет стал заниматься лыжным спортом. Проходил обучение в столичной лыжной школе. В 16 лет он впервые принял участие в гонках FIS в декабре 2016 года. Благодаря отличным результатам через год спустя он принял участие в соревнованиях на Кубок европейских чемпионов. В декабре 2017 года он одержал свою первую победу в гонке FIS.
На юниорском чемпионате мира 2018 в Давосе Бротен завоевал серебряную медаль в командных соревнованиях, а лучшим результатом в индивидуальных гонках стало шестое место. 8 декабря 2018 года, он дебютировал на этапе Кубка мира. Со стартовым номером 60 он выступил в гигантском слаломе в Валь-д’Изере и сразу же заработал очки, заняв 26-е место. Первую победу в Кубке Европы он одержал 18 декабря 2018 года в Андало, а затем выиграл еще да старта в январе. В 2019 году на  юниорском чемпионате мира по он выиграл серебряную медаль в супергиганте и бронзовую медаль в комбинации.
В начале сезона 2019/2020 годов на трассе гигантского слалома в Зельдене, 27 октября 2019 года, он неожиданно финишировал шестым и, таким образом, впервые попал в топ-10. 23 декабря 2019 года он финишировал пятым в параллельной гонке в Альта-Бадия и был четвертым в слаломе в Кицбюэле 26 января 2020 года.
18 октября 2020 года он впервые в карьере одержал победу на трассе гигантского слалома в Зёльдене на этапе Кубка мира.
16 января 2022 года одержал свою вторую победу на этапах Кубка мира. В первой попытке в слаломе в Венгене Бротен показал только 29-й результат, но во второй попытке стартовал по свежей трассе и выиграл не только эту попытку (лишь один горнолыжник проиграл в ней Лукасу менее секунды), но и по сумме двух. В общем зачёте Кубка мира 2022/23 Бротен занял 9-е место, а в зачётах слалома и гигантского слалома занял 4-е места.
11 декабря 2022 года Бротен выиграл слалом на этапе Кубка мира в Валь-д’Изере, опередив Мануэля Феллера на 0,84 сек.
Заявил о завершении карьеры перед сезоном 2023/24. Это связывалось с трениями Бротена с норвежской федерацией. Однако в марте 2024 года заявил о возвращении в горнолыжный спорт, но теперь под бразильским флагом. 27 октября 2024 года занял 4-е место в гигантском слаломе в Зёльдене, уступив трём норвежцам. Это был лучший в истории результат бразильцев и южноамериканцев в целом в Кубке мира по горнолыжному спорту. 8 декабря занял второе место в гигантском слаломе в Бивер-Крике, это первое в истории попадание на подиум для горнолыжника, представляющего страну Южной Америки. 11 января 2025 года стал вторым в слаломе в Адельбодене, проиграв всего 0,02 сек победителю Клеману Ноэлю.

## Победы на этапах Кубка мира (5)
| № | Сезон   | Дата        | Место       | Дисциплина            |
| - | ------- | ----------- | ----------- | --------------------- |
| 1 | 2020/21 | 18 окт 2020 | Зёльден     | Гигантский слалом     |
| 2 | 2021/22 | 16 янв 2022 | Венген      | Слалом                |
| 3 | 2022/23 | 11 дек 2022 | Валь-д’Изер | Слалом (2)            |
| 4 | 2022/23 | 18 дек 2022 | Альта-Бадия | Гигантский слалом (2) |
| 5 | 2022/23 | 8 янв 2023  | Адельбоден  | Слалом (3)            |